# Борис Вангелов
Борис Вангелов Борисов е български политик, историк и юрист. Народен представител в XLIV народно събрание от парламентарната група на Обединени патриоти, председател на Държавната агенция за българите в чужбина (2015 – 2017).

## Биография
Борис Вангелов е роден на 4 април 1972 г. в Стара Загора. Завършва гимназия „Христо Ботев“ в родния си град. През 1995 г. се дипломира със специалност „История и география“ във Великотърновския университет, а през 2009 г. завършва и магистърска степен по специалност „Право“ в същия университет.

### ВМРО
От 1998 г. живее във Велико Търново. Работи като организатор на ВМРО–БНД за областите Велико Търново, Габрово и Търговище.

### ДАБЧ
През 2015 г. става председател на Държавната агенция за българите в чужбина и живее в София. През 2017 г. е освободен от поста с решение на служебния кабинет. Причината е свързана с факта, че Вангелов е избран за народен представител от Обединени патриоти в 7 МИР – Габрово и е предпочел да влезе в парламента като депутат, вместо да остане на позицията като председател на ДАБЧ.

## Външни препртки
- Борис Вангелов[неработеща препратка] в openparliament.net